# 1312년

## 연호
- 원(元) 황경(皇慶) 원년
- 일본(日本) 오초(応長) 2년 / 쇼와(正和) 원년
- 쩐 왕조(陳朝) 흥롱(興隆) 20년

## 기년
- 원(元) 인종(仁宗) 원년
- 고려(高麗) 충선왕(忠宣王) 복위 4년
- 쩐 왕조(陳朝) 영종(英宗) 20년

## 탄생
- 1월 28일 - 나바라 왕국의 여왕 호아나 2세. (~1349년)
- 11월 13일 - 잉글랜드의 국왕 에드워드 3세. (~1377년)

### 미상
- 고려(高麗)의 문하시중(門下侍中) 이인임(李仁任). (~1388년)
- 고려(高麗)의 무신(武臣) 김득배(金得培). (~1362년)

## 사망
- 고려의 왕족 왕숙(王淑).
- 고려 후기의 문신 이혼(李混). (1252년~)